# Giovan Domenico Peri
Giovan Domenico Peri (Arcidosso, 1564 – Arcidosso, 2 aprile 1639) è stato un poeta e drammaturgo italiano.

## Biografia
Gian Domenico Peri nacque ad Arcidosso sul Monte Amiata da una famiglia di contadini, coltivando la passione per la poesia da autodidatta. Al 1600 risale la sua prima prova poetica importante, Il Caos, ovvero la guerra elementale, poema sacro in ottave sulla Creazione del mondo. Nel 1610 si stabilì a Firenze, dove beneficiò della protezione di Giovan Battista Strozzi il Giovane, che lo introdusse nella cerchia di Cosimo II, ed entrò in contatto con Ottavio Rinuccini e Jacopo Peri, suscitando l'interesse di Galileo Galilei. Fu protetto anche da Giovanni Ciampoli, che lo volle a Roma, dove nel 1632 fu ricevuto da papa Urbano VIII e ammesso all'Accademia degli Umoristi. Tornato al paese natio, vi morì il 2 aprile 1639.

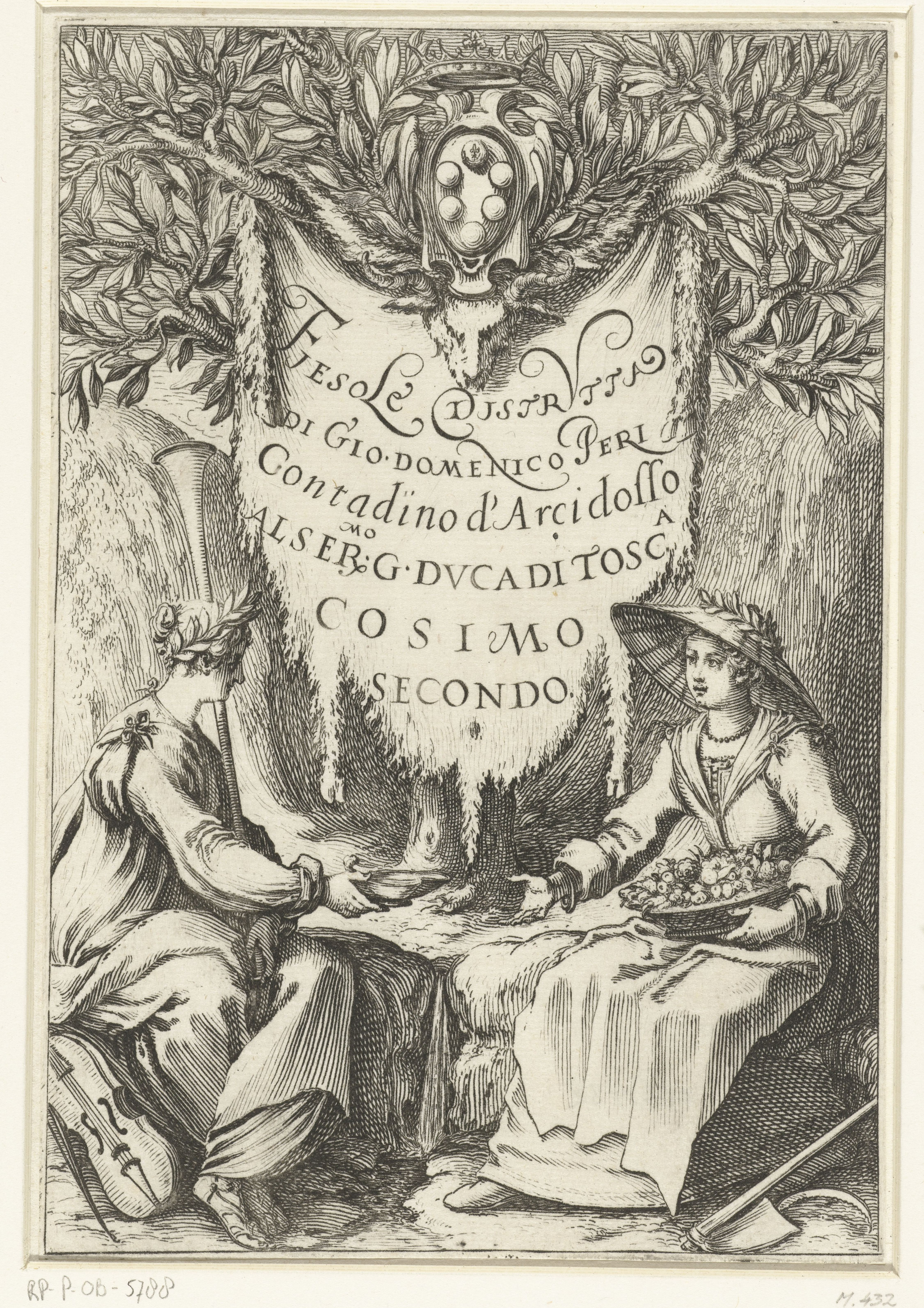
Giovanni Domenico Peri, Fiesole distrutta, Firenze, Zanobi Pignoni, 1619.

Dotato di vena facile e abbondante, compose due poemi epici imitando il Tasso e l'Ariosto (Fiesole distrutta e La rotta navale), vari poemi sacri, tragicommedie spirituali sull'esempio di Giovan Battista Andreini, una tragedia, drammi pastorali, liriche e satire.